# Dan Clark
Daniel Gregory Clark (nascut el 3 de juliol de 1976) és un actor, còmic, escriptor, director i cantant anglès. És conegut sobretot per interpretar a Don Danbury a la sitcom de BBC Three How Not to Live Your Life, que també va escriure, coproduir i, de vegades, dirigir. Ha estat un habitual de l'escena de la comèdia britànica tant com a còmic de sketch com de stand-up.

## Carrera professional

### Inicis
Clark va començar la seva carrera en la comèdia als 19 anys portant una obra que va coescriure i va protagonitzar amb el seu vell amic de l'escola Oliver Maltman al Edinburgh Fringe Festival. En els anys següents, Clark va formar un trio de comèdia anomenat Electric Eel i van actuar al Festival d'Edimburg el 1998 i el 1999. També el 1999, van fer un pilot per a la sèrie Comedy Lab de C4, anomenada Roy Dance is Dead, i l'any següent es va encarregar una sèrie completa. El febrer de 2002 es va emetre la sèrie, retitulada The Estate Agents. Electric Eel va seguir la sèrie amb una gira pel Regne Unit i un altre festival d'Edimburg.
El 2003, Clark va portar el seu primer show individual a Edimburg. 57 Minutes va ser una barreja de monòlegs i esquetxs. L'any següent, va començar una carrera en stand-up. Va fer un espectacle d'una hora sencera al Festival d'Edimburg el 2005, el 2006 i el 2007. També va començar la seva nit de comèdia mensual, Clark's, que ell acolliria i dirigiria. A l'estiu de 2006, Clark va escriure i actuar en una sèrie de curts per al Paramount Comedy Channel (ara Comedy Central UK) anomenat Dan Clark's Guide to Dating. A continuació, una altra sèrie anomenada Dan Clark's Guide to Working. Els curts es van emetre entre els principals programes de televisió del canal, però posteriorment es van posar en línia i van reunir un gran nombre de visualitzacions a YouTube.

### How Not To Live Your Life
Després de l'èxit de la sèrie Dan Clark's Guide to... i va haver interès de la BBC per desenvolupar el format. El pilot es va rodar l'estiu de 2007 anomenat How Not To Live Your Life. Va combinar una narrativa de sitcom tradicional amb les llistes ràpides de "què no fer" dels curts de Paramount. Es va encarregar una sèrie completa i va sortir a l'agost de 2008. Va començar amb xifres de visualització modestes, però va créixer al llarg de tres temporades, doblant les seves xifres de visualització cada temporada. Es va convertir en un èxit de culte amb la tercera sèrie obtenint xifres de visualització d'1,4 milions durant les repeticions de la setmana. A més, era regularment el segon programa més vist a la BBC iPlayer. El 2011, el controlador de la BBC3 Danny Cohen va deixar el canal per anar a BBC1. El nou controlador Zai Bennet va cancel·lar moltes de les comèdies del canal, inclosa How Not To Live Your Life. Tanmateix va encarregar un especial de Nadal, que va permetre a Clark i companys acabar la sèrie i donar als fans una conclusió de la història d'amor que s'havia desenvolupat durant les tres temporades. Clark va escriure tots els episodis del programa (20 en total), va coproduir les tres temporades i va dirigir diversos episodis de la primera temporada.

### Altres treballs televisius
Clark té diversos crèdits de televisió al seu nom. La seva primera aparició a la televisió va ser a un episodi del desembre de 1996 de Only Fools and Horses, on va interpretar un lladre a l'icònica escena "Batman and Robin". El 1998, va aparèixer a la temporada 10 de Hale and Pace. El 2003, va aparèixer a la sitcom britànica Mad About Alice com Jason.
El 2004, va aparèixer com a Johnny Two Hats a l'episodi "Electro". El mateix any, va tenir aparicions com a convidat a French and Saunders i a l'especial de Nadal de 2005 de My Family. El 2006, Clark va aparèixer a la sèrie de comèdia dramàtica d’ITV The Complete Guide to Parenting. El 2008, Clark va interpretar el personatge Astroburn en un episodi de la sitcom de ITV2 No Heroics, escrit i creat pel guionista de Clark a How Not To Live Your Life, Drew Pearce.
Clark va actuar al costat del seu company d'humor Noel Fielding a la sèrie E4 Noel Fielding's Luxury Comedy el 2012. El 28 de març de 2013, Clark va protagonitzar la comèdia 30 & Counting' ' com a part de la sèrie Love Matters de Sky Living. El programa, sobre tres amics recentment solters, també va comptar amb el còmic Brett Goldstein i va reunir Clark amb un dels seus companys de How Not To Live Your Life, Daniel Taylor.

### Comèdia Stand-up
El 25 de març de 2011, Clark va començar la seva primera gira nacional completa amb un espectacle stand-up titulat Dan Clark Live! El programa va rebre crítiques generalment bones. The Guardian va dir: "Clark és la combinació d'una rara combinació: un gran creador de gags i actor, i el resultat és un espectacle stand-up que és alhora fort en acudits i drama".
El maig de 2012, Clark va formar una banda i va representar l'espectacle These Songs May Contain Jokes al Soho Theatre de Londres durant una setmana. Era una barreja de cançons de comèdia i stand-up. L'espectacle va ser un gran èxit i va portar a Clark a portar l'espectacle a la carretera per a una mini-gira de vuit cites per Anglaterra i Gal·les.

### Clark's
El 2006, Clark va organitzar una nit de comèdia mensual anomenada Clark's. Va ser-ne l'amfitrió i va comissariar tots els espectacles. Es va convertir en un ferm favorit entre el públic i els còmics. Un lloc on els còmics provarien noves idees, sovint acollia alguns grans noms de televisió amb ganes d'experimentar. La seva casa original, entre 2006 i 2009, va ser al Lowdown at The Albany, un local marginal a sota del pub The Albany al Great Portland Street. El 2009, es va traslladar al famós 100 Club de Londres a Oxford Street. Va ser reviscut durant tres nits el juliol de 2013 al Soho Theatre de Londres. Entre els molts noms que hi van tocar hi havia Eddie Izzard, Noel Fielding, Jack Whitehall, Stephen Merchant, Cardinal Burns, Tim Key, Rich Fulcher, Oram & Meeten, Alice Lowe, Sarah Pascoe, Paul Foot, Tony Law, Arnab Chanda i Sarah Kendall. Time Out va dir de l'espectacle: "Una de les nits més fresques de Londres és la de Clark. Presentada per l'encantador Dan Clark i és la llar de gran part de la nova onada de comediants joves, poc convencionals i erudits".

### Dan Clark & The Difficult Three
El 2012, Clark va gravar el seu àlbum debut de comèdia rock. La banda està formada pels músics professionals Ben Parker, Johnny de'Ath i Jimmy Sims. L'àlbum, titulat simplement Dan Clark & The Difficult Three, va ser llançat l'1 de juliol de 2013 a través d'Absolute Records després d'una campanya de crowdfunding de tres mesos.

## Filmografia

### Cinema
| Any  | Títol             | Paper         | Notes |
| ---- | ----------------- | ------------- | ----- |
| 2002 | Day of the Sirens | Walkie Talkie |       |
| 2018 | Wild Honey Pie    | Geoff         |       |

### Televisió
Com actor
| Any       | Títol                           | Paper                   | Notes                                       |
| --------- | ------------------------------- | ----------------------- | ------------------------------------------- |
| 1996      | Only Fools and Horses           | Scott                   | 8.01 "Heroes and Villains"                  |
| 1999      | Comedy Lab                      | Jerry Zachery           | 2.11 "Roy Dance Is Dead"; també guionista   |
| 2001      | Noble and Silver: Get Off Me!   |                         | 1.01 "The Making of a Television Programme" |
| 2002      | The Estate Agents               | Jerry Zachary           | 6 episodis; també guionista                 |
| 2003      | Gash                            | Micky Dick              |                                             |
| 2004      | Mad About Alice                 | Jason                   | 6 episodis                                  |
| 2004      | The Mighty Boosh                | Johnny Two Hats         | 1.07 "Electro"                              |
| 2004      | French and Saunders             | Glynis                  | 6.03                                        |
| 2005      | My Family                       | Josh                    | 6.01 "...and I'll Cry If I Want To"         |
| 2006      | The Complete Guide to Parenting | Radio DJ (veu)          |                                             |
| 2006      | Dan Clark's Guide to Dating     | Don                     | Curtmetratge; també guionista               |
| 2007      | Dan Clark's Guide to Working    | Don                     | Curtmetratge; també guionista               |
| 2007-2011 | How Not to Live Your Life       | Don Danbury             | 21 episodis 4 webisodes                     |
| 2008-2009 | No Heroics                      | Astroburn               | 2 episodis                                  |
| 2011      | The Bride of Vernon             | Vernon Van Dyke (voice) | Curtmetratge                                |
| 2012      | Noel Fielding's Luxury Comedy   | Wonky Don Johnson       | 1.05 "Mash Potato Utopia"                   |
| 2013      | Love Matters                    | Matt                    | 1.01 "30 & Counting"                        |
| 2013      | The Anti-Social Network         | Wayne Kerr              | Curtmetratge                                |
| 2018      | The Bar Mitzvah                 | Seth                    |                                             |

Com ell mateix
| Any       | Títol                                           | Paper      | Notes                 |
| --------- | ----------------------------------------------- | ---------- | --------------------- |
| 1999      | Comedy Café                                     | Ell mateix | 1.04                  |
| 2006      | The Secret Policeman's Ball                     | Ell mateix | Especial de televisió |
| 2007      | The Most Annoying Pop Songs.... We Hate to Love | Ell mateix | Documental            |
| 2009-2010 | The Wright Stuff                                | Ell mateix | 3 episodis            |
| 2011      | Family Guy: Ground Breaking Gags                | Ell mateix | Documental            |

## Crèdits de guió
| Producció                        | Notes                                                                 | Emissor-Distribuïdor                      |
| -------------------------------- | --------------------------------------------------------------------- | ----------------------------------------- |
| Comedy Lab                       | - "Roy Dance Is Dead" (coescrit amb Adam Goodwin i Cliff Kelly, 1999) | Channel 4                                 |
| The Estate Agents                | - 6 episodis (coescrit amb Adam Goodwin i Cliff Kelly, 2002)          | Channel 4                                 |
| Dan Clark's Guide to Dating      | - Curtmetratge televisiu (2006)                                       | Paramount Comedy Channel                  |
| Dan Clark's Guide to Working     | - Curtmetratge televisiu (2007)                                       | Paramount Comedy Channel                  |
| How Not To Live Your Life        | - 21 episodis, 4 mini-episodis (2007–2010)                            | BBC Three                                 |
| Drifters                         | - "Plus One" (2015)                                                   | E4                                        |
| The Kidnapping of Richard Franco | - Curtmetratge (també director, 2015)                                 | - Nice One Film - The London Film Studios |
| Diane's New Boyfriend            | - Curtmetratge (també director, 2017)                                 |                                           |
| A Kind of Kidnapping             | - Llargmetratge (també director, 2023)                                | Bulldog Film Distribution                 |